# 呼兰农垦
呼兰农垦，是中华人民共和国黑龙江省哈尔滨市呼兰区下辖的一个类似乡级单位。

## 行政区划
下辖以下地区：
呼兰农垦虚拟生活区。